# Daran et les chaises
Daran et les chaises, et par la suite simplement Daran, est un groupe de rock français. 

## Biographie
Le groupe est formé par le chanteur et guitariste Daran en 1992. Cette même année, il sort un premier album, J'évite le soleil. Daran, qui a composé la musique remercie le batteur Jean-Michel Groix, les guitaristes Éric Sauviat, Franck Pilant et Franck Langolff (« ce dernier qui joue également des claviers et de l'harmonica »), et le bassiste Roberto Briot.
En 1994, ils sortent leur deuxième album Huit barré, qui contient la chanson la plus connue du groupe, Dormir dehors. Le single est classé 38e des charts français et 26e des charts belges. Cet album est interprêté par Daran (chant, guitare acoustique, chœurs), Jean-Michel Groix (batterie), Arnaud Giroux (basse), Éric Sauviat (guitare électrique et acoustique, chœurs), Judge Fredd (orgue, claviers, guitare électrique, harmonica) et les musiciens additionnels Antoine Essertier (arrangements, chœurs, guitare électrique, programmation, darbouka) et Stéphane Piot (violoncelle). Après ce second album, « les chaises » disparaissent et les albums sont signés simplement Daran. Le 16 septembre 1995, ils se produisent pour la première fois à La Courneuve, en Seine-Saint-Denis.
Pour Daran, dans le premier album, « qui est passé assez inaperçu en France », explique-t-il, « il y avait une chanson qui s'appelait Aquarium et qui a fait un hit radio ici [au Canada]. En France, il a fallu attendre Dormir dehors et la sortie du deuxième album ».
En 1997 sort leur troisième album, Déménagé. Les années 2000 voient l'arrivée de plusieurs albums dont Augustin et Anita en 2000, Pêcheur de pierres en 2003 et Le Petit Peuple du bitume en 2007.
Le leader, Daran, s'expatrie en 2011 au Québec, Canada. Pour La Presse canadienne, Daran « a été une star pendant les années 90 avec son groupe Les chaises. Aujourd'hui, le chanteur français autoproduit ses albums et va à son rythme ».

## Discographie

### Albums studio
- 1992 : J'évite le soleil
- 1994 : Huit barré
- 1997 : Déménagé
- 2000 : Augustin et Anita
- 2003 : Pêcheur de pierres
- 2007 : Le Petit Peuple du bitume
- 2012 : L'Homme dont les bras sont des branches
- 2014 : Le Monde perdu

### Compilation
- 2009 : Couvert de poussière : album/compilation de chansons de Daran (en parallèle de la BD du même nom de Michel Alzéal, BD qui raconte une histoire originale uniquement à partir des textes des chansons des six albums de Daran).